# The Division Bell Tour
Die The Division Bell Tour war eine Konzerttournee der britischen Rockband Pink Floyd. Sie diente zur Promotion des Albums The Division Bell (1994) und war zugleich die letzte reguläre Tournee der Band.

## Hintergrund
Nach mehrwöchigen Proben in einem Hangar der Norton Air Force Base in Kalifornien und auf einer Soundstage in den Universal Studios Florida begannen Pink Floyd ihre Division Bell Tour am 30. März 1994 in Miami und gaben zwischen März und September 1994 Konzerte in Nordamerika und auf dem europäischen Kontinent. Im Oktober schloss sich eine finale Konzertreihe von 14 Shows im Londoner Earls Court an. Das Abschlusskonzert am 29. Oktober 1994 in London war der letzte reguläre Live-Auftritt der Band, bevor es am 2. Juli 2005 zu ihrer einmaligen Reunion mit Roger Waters im Rahmen des Live 8-Konzertes kam.
Die Konzerte dieser Tour boten noch mehr Spezialeffekte als die vorherige A Momentary Lapse of Reason Tour (1987–89). Die Konzertbühne war 180 Fuß (55 m) lang, verfügte über einen 130 Fuß (40 m) hohen Bogen und war der Bauart der Hollywood Bowl nachempfunden. Insgesamt wurden für die Bühne 700 Tonnen Stahl, transportiert von 53 Sattelschleppern, verbaut. Dazu waren ein Tourneepersonal von 161 Personen und eine Anfangsinvestition von 4 Millionen US-Dollar plus 25 Millionen US-Dollar an laufenden Kosten vonnöten. Das Bühnenbild wurde von Stufish Entertainment Architecture unter der Leitung des Architekten Mark Fisher entworfen. Für die Licht- und Lasershow wurden Lasertechnologien benutzt, die für die Atomforschung und die Hochgeschwindigkeitsfotografie entwickelt worden waren. Zusätzlich wurde für die Aufführung des Songs Comfortably Numb auch eine kinetische Skulptur verwendet, die in ihrer Form und Funktion einer Diskokugel ähnelte. Die Kugel wurde auf über 20 m Höhe gezogen und von außen angestrahlt, wobei zunächst der bekannte Effekt einer sehr großen Spiegelkugel entstand. Zum Höhepunkt des Songs öffnete sich die Skulptur blütenartig und gab den Blick auf einen 12 kW starken Scheinwerfer und weitere Spiegelelemente frei.
Die Division Bell Tour wurde vor schätzungsweise 5 Millionen Menschen in 68 Städten gespielt; zu jedem der Konzerte kamen durchschnittlich 45.000 Zuschauer.
Die Europatournee wurde vom Autohersteller Volkswagen gesponsert, der auch eine Sonderedition eines seiner Modelle (den „Golf Pink Floyd“) herausbrachte. Dabei handelte es sich um einen Standard-Golf mit Pink-Floyd-Aufklebern und einer Premium-Stereoanlage, zudem besaß er (auf Drängen der Band) einen umweltfreundlichen Motor. 1995 sagte David Gilmour in einem Interview, dass ihm das Sponsoring unangenehm sei: „Ich möchte nicht, dass [Volkswagen] sagen kann, dass sie eine Verbindung zu Pink Floyd haben oder dass sie Teil unseres Erfolgs sind. Daher werden wir es nicht wieder tun.“ Zugleich gab er an, er habe das Geld, das er durch das Sponsoring verdiente, für wohltätige Zwecke gespendet.
Ende 1994 wurde die Division Bell Tour schließlich als die bis dato erfolgreichste Konzerttournee aller Zeiten mit einem weltweiten Bruttogewinn von über 150 Millionen Pfund (ca. 250 Millionen US-Dollar) angegeben. Allein in Nordamerika wurden bei 59 Konzerten Einnahmen in Höhe von 103,5 Millionen US-Dollar erzielt. Dieser Rekord war jedoch nur von kurzer Dauer, bereits im August 1995 endete die Voodoo Lounge Tour der Rolling Stones mit einem weltweiten Umsatz von über 300 Millionen US-Dollar. Nach wie vor sind die Rolling Stones, AC/DC, Metallica, U2, The Police, Bon Jovi, Madonna und der ehemalige Pink Floyd-Bassist Roger Waters die einzigen Acts, die jemals einen höheren weltweiten Umsatz mit einer Tour erzielt haben, selbst inflationsbereinigt.

## Liveaufnahmen
Während des europäischen Tourneeabschnitts der Division Bell Tour entstanden Aufnahmen für das 1995 veröffentlichte Livealbum Pulse. Unter dem gleichen Titel erschien im selben Jahr der dazugehörige Konzertfilm auf VHS, nach mehreren Verzögerungen wurde er 2006 auch auf DVD veröffentlicht. Sowohl VHS als auch DVD dokumentieren das vollständige – live per Pay-per-View im TV übertragene – Konzert vom 20. Oktober 1994 in London.

## Setlist
Während der gesamten Tour wurden zwei typische Setlisten verwendet, die jeweils nach dem Titel One of These Days von einer 15- bis 20-minütigen Pause unterbrochen wurden. Die erste wurde während der gesamten Tour verwendet, die zweite, bei der Pink Floyd zum ersten Mal seit 1975 ihr Album The Dark Side of the Moon in voller Länge aufführten, wurde erstmals am 15. Juli 1994 in Pontiac (Michigan) gespielt und wechselte sich seitdem für den Rest der Tour mit der ersten typischen Setlist ab.

### Setlist 1
- Astronomy Domine
- Learning to Fly
- What Do You Want from Me?
- On the Turning Away
- Take It Back
- Coming Back to Life oder A Great Day for Freedom
- Sorrow
- Keep Talking
- One of These Days
- Shine On You Crazy Diamond (Parts 1–5, Part 7)
- Speak to Me
- Breathe
- Time
- High Hopes
- The Great Gig in the Sky
- Wish You Were Here
- Us and Them
- Money
- Another Brick in the Wall (Part 2)
- Comfortably Numb
- Hey You
- Run Like Hell

### Setlist 2
- Shine On You Crazy Diamond (Parts 1–5, Part 7)
- Learning to Fly
- High Hopes
- Take It Back
- Coming Back to Life oder A Great Day for Freedom
- Sorrow
- Keep Talking
- Another Brick in the Wall (Part 2)
- One of These Days
- Speak to Me
- Breathe
- On the Run
- Time
- Breathe (reprise)
- The Great Gig in the Sky
- Money
- Us and Them
- Any Colour You Like
- Brain Damage
- Eclipse
- Wish You Were Here
- Comfortably Numb
- Run Like Hell

## Tourdaten
| Nr.                    | Datum               | Stadt               | Land                | Veranstaltungsort                  | geschätzte Besucherzahl | Anmerkungen                                                   |
| Leg 1 – Nordamerika    | Leg 1 – Nordamerika | Leg 1 – Nordamerika | Leg 1 – Nordamerika | Leg 1 – Nordamerika                | Leg 1 – Nordamerika     | Leg 1 – Nordamerika                                           |
| ---------------------- | ------------------- | ------------------- | ------------------- | ---------------------------------- | ----------------------- | ------------------------------------------------------------- |
| 1                      | 30. März 1994       | Miami Gardens       | Vereinigte Staaten  | Joe Robbie Stadium                 | 54.738                  |                                                               |
| 2                      | 3. April 1994       | San Antonio         | Vereinigte Staaten  | Alamodome                          | 44.331                  |                                                               |
| 3                      | 5. April 1994       | Houston             | Vereinigte Staaten  | Rice Stadium                       | 45.021                  |                                                               |
| 4                      | 9. April 1994       | Mexiko-Stadt        | Mexiko              | Autódromo Hermanos Rodríguez       | 90.476                  |                                                               |
| 5                      | 10. April 1994      | Mexiko-Stadt        | Mexiko              | Autódromo Hermanos Rodríguez       | 90.476                  |                                                               |
| 6                      | 14. April 1994      | San Diego           | Vereinigte Staaten  | Jack Murphy Stadium                | 51.610                  |                                                               |
| 7                      | 16. April 1994      | Pasadena            | Vereinigte Staaten  | Rose Bowl Stadium                  | 129.060                 |                                                               |
| 8                      | 17. April 1994      | Pasadena            | Vereinigte Staaten  | Rose Bowl Stadium                  | 129.060                 |                                                               |
| 9                      | 20. April 1994      | Oakland             | Vereinigte Staaten  | Oakland–Alameda County Coliseum    | 155.662                 |                                                               |
| 10                     | 21. April 1994      | Oakland             | Vereinigte Staaten  | Oakland–Alameda County Coliseum    | 155.662                 |                                                               |
| 11                     | 22. April 1994      | Oakland             | Vereinigte Staaten  | Oakland–Alameda County Coliseum    | 155.662                 |                                                               |
| 12                     | 24. April 1994      | Tempe               | Vereinigte Staaten  | Sun Devil Stadium                  | 63.827                  |                                                               |
| 13                     | 26. April 1994      | El Paso             | Vereinigte Staaten  | Sun Bowl                           | 34.945                  |                                                               |
| 14                     | 28. April 1994      | Irving              | Vereinigte Staaten  | Texas Stadium                      | 87.400                  |                                                               |
| 15                     | 29. April 1994      | Irving              | Vereinigte Staaten  | Texas Stadium                      | 87.400                  |                                                               |
| 16                     | 1. Mai 1994         | Birmingham          | Vereinigte Staaten  | Legion Field                       | 55.169                  |                                                               |
| 17                     | 3. Mai 1994         | Atlanta             | Vereinigte Staaten  | Bobby Dodd Stadium                 | 71.272                  |                                                               |
| 18                     | 4. Mai 1994         | Atlanta             | Vereinigte Staaten  | Bobby Dodd Stadium                 | 71.272                  |                                                               |
| 19                     | 6. Mai 1994         | Tampa               | Vereinigte Staaten  | Tampa Stadium                      | 55.987                  |                                                               |
| 20                     | 8. Mai 1994         | Nashville           | Vereinigte Staaten  | Vanderbilt Stadium                 | 41.169                  |                                                               |
| 21                     | 10. Mai 1994        | Raleigh             | Vereinigte Staaten  | Carter-Finley Stadium              | 46.656                  |                                                               |
| 22                     | 12. Mai 1994        | Clemson             | Vereinigte Staaten  | Memorial Stadium                   | 50.569                  |                                                               |
| 23                     | 14. Mai 1994        | New Orleans         | Vereinigte Staaten  | Louisiana Superdome                | 41.475                  |                                                               |
| 24                     | 18. Mai 1994        | Foxborough          | Vereinigte Staaten  | Foxboro Stadium                    | 137.175                 |                                                               |
| 25                     | 19. Mai 1994        | Foxborough          | Vereinigte Staaten  | Foxboro Stadium                    | 137.175                 |                                                               |
| 26                     | 20. Mai 1994        | Foxborough          | Vereinigte Staaten  | Foxboro Stadium                    | 137.175                 |                                                               |
| 27                     | 22. Mai 1994        | Montréal            | Kanada              | Stade Olympique                    | 187.302                 |                                                               |
| 28                     | 23. Mai 1994        | Montréal            | Kanada              | Stade Olympique                    | 187.302                 |                                                               |
| 29                     | 24. Mai 1994        | Montréal            | Kanada              | Stade Olympique                    | 187.302                 |                                                               |
| 30                     | 26. Mai 1994        | Cleveland           | Vereinigte Staaten  | Municipal Stadium                  | 108.205                 |                                                               |
| 31                     | 27. Mai 1994        | Cleveland           | Vereinigte Staaten  | Municipal Stadium                  | 108.205                 |                                                               |
| 32                     | 29. Mai 1994        | Columbus            | Vereinigte Staaten  | Ohio Stadium                       | 75.250                  |                                                               |
| 33                     | 31. Mai 1994        | Pittsburgh          | Vereinigte Staaten  | Three Rivers Stadium               | 55.054                  |                                                               |
| 34                     | 2. Juni 1994        | Philadelphia        | Vereinigte Staaten  | Veterans Stadium                   | 152.264                 |                                                               |
| 35                     | 3. Juni 1994        | Philadelphia        | Vereinigte Staaten  | Veterans Stadium                   | 152.264                 |                                                               |
| 36                     | 4. Juni 1994        | Philadelphia        | Vereinigte Staaten  | Veterans Stadium                   | 152.264                 |                                                               |
| 37                     | 6. Juni 1994        | Syracuse            | Vereinigte Staaten  | Carrier Dome                       | 38.901                  |                                                               |
| 38                     | 10. Juni 1994       | New York City       | Vereinigte Staaten  | Yankee Stadium                     | 103.690                 |                                                               |
| 39                     | 11. Juni 1994       | New York City       | Vereinigte Staaten  | Yankee Stadium                     | 103.690                 |                                                               |
| 40                     | 14. Juni 1994       | Indianapolis        | Vereinigte Staaten  | Hoosier Dome                       | 44.762                  |                                                               |
| 41                     | 16. Juni 1994       | Ames                | Vereinigte Staaten  | Cyclone Stadium                    | 46.273                  |                                                               |
| 42                     | 18. Juni 1994       | Denver              | Vereinigte Staaten  | Mile High Stadium                  | 69.788                  |                                                               |
| 43                     | 20. Juni 1994       | Kansas City         | Vereinigte Staaten  | Arrowhead Stadium                  | 57.003                  |                                                               |
| 44                     | 22. Juni 1994       | Minneapolis         | Vereinigte Staaten  | Hubert H. Humphrey Metrodome       | 60.000                  |                                                               |
| 45                     | 25. Juni 1994       | Vancouver           | Kanada              | BC Place Stadium                   | 109.000                 |                                                               |
| 46                     | 26. Juni 1994       | Vancouver           | Kanada              | BC Place Stadium                   | 109.000                 |                                                               |
| 47                     | 28. Juni 1994       | Edmonton            | Kanada              | Commonwealth Stadium               | 57.701                  |                                                               |
| 48                     | 1. Juli 1994        | Winnipeg            | Kanada              | Winnipeg Stadium                   | 42.616                  |                                                               |
| 49                     | 3. Juli 1994        | Madison             | Vereinigte Staaten  | Camp Randall Stadium               | 60.960                  |                                                               |
| 50                     | 5. Juli 1994        | Toronto             | Kanada              | Exhibition Stadium                 | 158.593                 |                                                               |
| 51                     | 6. Juli 1994        | Toronto             | Kanada              | Exhibition Stadium                 | 158.593                 |                                                               |
| 52                     | 7. Juli 1994        | Toronto             | Kanada              | Exhibition Stadium                 | 158.593                 |                                                               |
| 53                     | 9. Juli 1994        | Washington, D.C.    | Vereinigte Staaten  | Robert F. Kennedy Memorial Stadium | 98.570                  |                                                               |
| 54                     | 10. Juli 1994       | Washington, D.C.    | Vereinigte Staaten  | Robert F. Kennedy Memorial Stadium | 98.570                  |                                                               |
| 55                     | 12. Juli 1994       | Chicago             | Vereinigte Staaten  | Soldier Field                      | 51.981                  |                                                               |
| 56                     | 14. Juli 1994       | Pontiac             | Vereinigte Staaten  | Pontiac Silverdome                 | 111.355                 |                                                               |
| 57                     | 15. Juli 1994       | Pontiac             | Vereinigte Staaten  | Pontiac Silverdome                 | 111.355                 |                                                               |
| 58                     | 17. Juli 1994       | East Rutherford     | Vereinigte Staaten  | Giants Stadium                     | 118.554                 |                                                               |
| 59                     | 18. Juli 1994       | East Rutherford     | Vereinigte Staaten  | Giants Stadium                     | 118.554                 |                                                               |
| Leg 2 – Europa         |                     |                     |                     |                                    |                         |                                                               |
| 60                     | 22. Juli 1994       | Lissabon            | Portugal            | Estádio José Alvalade              | 150.000                 |                                                               |
| 61                     | 23. Juli 1994       | Lissabon            | Portugal            | Estádio José Alvalade              | 150.000                 |                                                               |
| 62                     | 25. Juli 1994       | San Sebastián       | Spanien             | Estadio Anoeta                     | 39.500                  |                                                               |
| 63                     | 27. Juli 1994       | Barcelona           | Spanien             | Estadi Olímpic de Montjuïc         | 55.926                  |                                                               |
| 64                     | 30. Juli 1994       | Chantilly           | Frankreich          | Hippodrome de Chantilly            | –                       |                                                               |
| 65                     | 31. Juli 1994       | Chantilly           | Frankreich          | Hippodrome de Chantilly            | –                       |                                                               |
| 66                     | 2. August 1994      | Köln                | Deutschland         | Müngersdorfer Stadion              | 55.000                  |                                                               |
| 67                     | 4. August 1994      | München             | Deutschland         | Olympiastadion                     | 65.000                  |                                                               |
| 68                     | 6. August 1994      | Basel               | Schweiz             | St. Jakob-Stadion                  | 112.000                 |                                                               |
| 69                     | 7. August 1994      | Basel               | Schweiz             | St. Jakob-Stadion                  | 112.000                 |                                                               |
| 70                     | 9. August 1994      | Montpellier         | Frankreich          | Espace Grammont                    | 30.000                  |                                                               |
| 71                     | 11. August 1994     | Bordeaux            | Frankreich          | Esplanade des Quinconces           | –                       |                                                               |
| 72                     | 13. August 1994     | Hockenheim          | Deutschland         | Hockenheimring                     | 80.000                  |                                                               |
| 73                     | 16. August 1994     | Hannover            | Deutschland         | Niedersachsenstadion               | 120.000                 |                                                               |
| 74                     | 17. August 1994     | Hannover            | Deutschland         | Niedersachsenstadion               | 120.000                 |                                                               |
| 75                     | 19. August 1994     | Wiener Neustadt     | Osterreich          | Flugplatz Ost                      | 90.000                  |                                                               |
| 76                     | 21. August 1994     | Berlin              | Deutschland         | Maifeld                            | 60.000                  |                                                               |
| 77                     | 23. August 1994     | Gelsenkirchen       | Deutschland         | Parkstadion                        | 70.000                  |                                                               |
| 78                     | 25. August 1994     | Kopenhagen          | Danemark            | Parken                             | 50.000                  |                                                               |
| 79                     | 27. August 1994     | Göteborg            | Schweden            | Ullevi Stadion                     | 43.000                  |                                                               |
| 80                     | 29. August 1994     | Oslo                | Norwegen            | Valle Hovin                        | 60.000                  |                                                               |
| 81                     | 30. August 1994     | Oslo                | Norwegen            | Valle Hovin                        | 60.000                  |                                                               |
| xx                     | 1. September 1994   | Helsinki            | Finnland            | Olympiastadion                     | –                       |                                                               |
| 82                     | 2. September 1994   | Werchter            | Belgien             | Festivalweide                      | 60.000                  | Rock Werchter                                                 |
| 83                     | 3. September 1994   | Rotterdam           | Niederlande         | Stadion Feijenoord                 | 150.000                 |                                                               |
| 84                     | 4. September 1994   | Rotterdam           | Niederlande         | Stadion Feijenoord                 | 150.000                 |                                                               |
| 85                     | 5. September 1994   | Rotterdam           | Niederlande         | Stadion Feijenoord                 | 150.000                 |                                                               |
| 86                     | 7. September 1994   | Prag                | Tschechien          | Velký strahovský stadion           | 150.000                 |                                                               |
| 87                     | 9. September 1994   | Straßburg           | Frankreich          | Stade de la Meinau                 | 24.000                  |                                                               |
| 88                     | 11. September 1994  | Lyon                | Frankreich          | Stade de Gerland                   | 50.000                  | Gesamtbesucherzahl beider Shows am 11. und 23. September 1994 |
| 89                     | 13. September 1994  | Turin               | Italien             | Stadio delle Alpi                  | 69.041                  |                                                               |
| 90                     | 15. September 1994  | Udine               | Italien             | Stadio Friuli                      | 25.132                  |                                                               |
| 91                     | 17. September 1994  | Modena              | Italien             | Area Ex Mercato Bestiame           | –                       | Festa de L’Unità                                              |
| 92                     | 19. September 1994  | Rom                 | Italien             | Studi di Cinecittà                 | –                       |                                                               |
| 93                     | 20. September 1994  | Rom                 | Italien             | Studi di Cinecittà                 | –                       |                                                               |
| 94                     | 21. September 1994  | Rom                 | Italien             | Studi di Cinecittà                 | –                       |                                                               |
| 95                     | 23. September 1994  | Lyon                | Frankreich          | Stade de Gerland                   | –                       |                                                               |
| 96                     | 25. September 1994  | Lausanne            | Schweiz             | Stade Olympique de la Pontaise     | 15.786                  |                                                               |
| Leg 3 – Großbritannien |                     |                     |                     |                                    |                         |                                                               |
| xx                     | 12. Oktober 1994    | London              | England             | Earls Court                        | –                       | verlegt auf den 17. Oktober 1994                              |
| 97                     | 13. Oktober 1994    | London              | England             | Earls Court                        | 273.474                 |                                                               |
| 98                     | 14. Oktober 1994    | London              | England             | Earls Court                        | 273.474                 |                                                               |
| 99                     | 15. Oktober 1994    | London              | England             | Earls Court                        | 273.474                 |                                                               |
| 100                    | 16. Oktober 1994    | London              | England             | Earls Court                        | 273.474                 |                                                               |
| 101                    | 17. Oktober 1994    | London              | England             | Earls Court                        | 273.474                 |                                                               |
| 102                    | 19. Oktober 1994    | London              | England             | Earls Court                        | 273.474                 |                                                               |
| 103                    | 20. Oktober 1994    | London              | England             | Earls Court                        | 273.474                 |                                                               |
| 104                    | 21. Oktober 1994    | London              | England             | Earls Court                        | 273.474                 |                                                               |
| 105                    | 22. Oktober 1994    | London              | England             | Earls Court                        | 273.474                 |                                                               |
| 106                    | 23. Oktober 1994    | London              | England             | Earls Court                        | 273.474                 |                                                               |
| 107                    | 26. Oktober 1994    | London              | England             | Earls Court                        | 273.474                 |                                                               |
| 108                    | 27. Oktober 1994    | London              | England             | Earls Court                        | 273.474                 |                                                               |
| 109                    | 28. Oktober 1994    | London              | England             | Earls Court                        | 273.474                 |                                                               |
| 110                    | 29. Oktober 1994    | London              | England             | Earls Court                        | 273.474                 |                                                               |

## Band
- David Gilmour: Gesang, Gitarre, Pedal-Steel-Gitarre
- Nick Mason: Schlagzeug, Percussion
- Richard Wright: Keyboards, Hintergrundgesang, Gesang bei Astronomy Domine, Time und Comfortably Numb
- Guy Pratt: Bass, Hintergrundgesang, Gesang bei Comfortably Numb und Run Like Hell
- Jon Carin: Keyboards, Hintergrundgesang, Gesang bei Comfortably Numb und Hey You
- Gary Wallis: Percussion, Schlagzeug
- Tim Renwick: Gitarre, Hintergrundgesang
- Dick Parry: Saxophon
- Sam Brown: Hintergrundgesang, Gesang bei The Great Gig in the Sky
- Claudia Fontaine: Hintergrundgesang, Gesang bei The Great Gig in the Sky
- Durga McBroom: Hintergrundgesang, Gesang bei The Great Gig in the Sky